# Giulia Pisani
Giulia Pisani (Pisa, 4 giugno 1992) è una telecronista sportiva, dirigente sportiva ed ex pallavolista italiana, di ruolo centrale.

## Biografia
Al termine della carriera agonistica, diventa telecronista sportiva delle partite di pallavolo femminile per la Rai; nell'estate 2022 viene nominata team manager della nazionale femminile under 16 di pallavolo dell'Italia.

## Carriera

### Club
La carriera di Giulia Pisani inizia nella stagione 2007-08, in Serie C, con il San Giuliano, per poi passare, nella stagione successiva, al Casciavola, in Serie B2. Nella stagione 2009-10 entra a far parte della squadra federale del Club Italia, in Serie A2: con la stessa maglia partecipa alla Serie B1 per il campionato 2010-11.
Esordisce in Serie A1 nella stagione 2011-12 grazie all'ingaggio da parte del Busto Arsizio, con cui vince la Coppa Italia 2011-12, la Coppa CEV 2011-12, lo scudetto e la Supercoppa italiana 2012. Nell'annata 2013-14 viene ceduta in prestito all'Ornavasso, neopromossa in Serie A1, per poi tornare al Busto Arsizio già al campionato successivo, dove resta per tre stagioni.
Dopo un'annata di inattività per permettere il recupero di problemi alla schiena, torna in campo per la stagione 2018-19, difendendo i colori del Filottrano. Per il campionato 2019-20 si accorda con la VolAlto Caserta, neopromossa in massima serie, ma il protrarsi dei problemi fisici già accusati precedentemente la spingono a rinunciare al contratto con la formazione campana e a interrompere l'attività agonistica.

### Nazionale
Tra il 2008 e il 2009 è convocata nella nazionale italiana under 18 con cui si aggiudica la medaglia di bronzo al campionato continentale 2009, vincendo anche il riconoscimento come miglior muro; nel 2010 è in quella under 19 e conquista l'oro al campionato europeo, premiata ancora come miglior muro, mentre l'anno successivo, con la under 20, vince l'oro al campionato mondiale.
Nel 2011 ottiene le prime convocazioni nella nazionale maggiore, mentre le ultime risalgono al 2016.

## Palmarès

### Club
- Campionato italiano: 1

2011-12
- Coppa Italia: 1

2011-12
- Supercoppa italiana: 1

2012
- Coppa CEV: 1

2011-12

### Nazionale (competizioni minori)
- Campionato europeo under 18 2009
- Campionato europeo under 19 2010
- Campionato mondiale under 20 2011

### Premi individuali
- 2009 - Campionato europeo under 18: Miglior muro
- 2010 - Campionato europeo under 19: Miglior muro

## Statistiche

### Club
| Stagione  | Squadra       | Campionato | Campionato | Campionato | Coppe nazionali | Coppe nazionali | Coppe nazionali | Coppe continentali | Coppe continentali | Coppe continentali | Altre coppe | Altre coppe | Altre coppe | Totale | Totale |
| Stagione  | Squadra       | Comp       | Pres       | Punti      | Comp            | Pres            | Punti           | Comp               | Pres               | Punti              | Comp        | Pres        | Punti       | Pres   | Punti  |
| --------- | ------------- | ---------- | ---------- | ---------- | --------------- | --------------- | --------------- | ------------------ | ------------------ | ------------------ | ----------- | ----------- | ----------- | ------ | ------ |
| 2007-2008 | San Giuliano  | C          | ?          | ?          | -               | -               | -               | -                  | -                  | -                  | -           | -           | -           | ?      | ?      |
| 2008-2009 | Casciavola    | B2         | ?          | ?          | -               | -               | -               | -                  | -                  | -                  | -           | -           | -           | ?      | ?      |
| 2009-2010 | Club Italia   | A2         | ?          | ?          | -               | -               | -               | -                  | -                  | -                  | -           | -           | -           | ?      | ?      |
| 2010-2011 | Club Italia   | B1         | ?          | ?          | -               | -               | -               | -                  | -                  | -                  | -           | -           | -           | ?      | ?      |
| 2011-2012 | Busto Arsizio | A1         | 23         | 71         | CI              | 2               | 1               | CCEV               | ?                  | ?                  | -           | -           | -           | ?      | ?      |
| 2012-2013 | Busto Arsizio | A1         | 8          | 28         | CI              | 2               | 1               | CL                 | 2                  | 10                 | SI          | 0           | 0           | 12     | 39     |
| 2013-2014 | Ornavasso     | A1         | 14         | 72         | CI              | 4               | 15              | -                  | -                  | -                  | -           | -           | -           | 18     | 87     |
| 2014-2015 | Busto Arsizio | A1         | 18         | 88         | CI              | 3               | 13              | CL                 | 10                 | 34                 | SI          | 2           | 7           | 33     | 142    |
| 2015-2016 | Busto Arsizio | A1         | 24         | 148        | -               | -               | -               | -                  | -                  | -                  | -           | -           | -           | 24     | 148    |
| 2016-2017 | Busto Arsizio | A1         | 17         | 86         | CI              | 2               | 3               | CCEV               | 5                  | 36                 | -           | -           | -           | 24     | 125    |
| 2018-2019 | Filottrano    | A1         | 11         | 75         | -               | -               | -               | -                  | -                  | -                  | -           | -           | -           | 11     | 75     |